# Botiga Anastasi Miralles
La Botiga Anastasi Miralles és una obra modernista de Castellar del Vallès (Vallès Occidental) protegida com a Bé Cultural d'Interès Local.

## Descripció
Llenguatge historicista. Emmarcaments de la porta d'entrada i balcó superior dins arcs de ferradura d'influència àrab. Murs arrebossats i façana compartimentada amb esquemes lineals.
Planta rectangular allargada. Façana estreta. Teulada a dues vessants, amb el carener paral·lel al carrer. Consta de planta baixa, pis i golfes. A la planta baixa hi ha la porta d'accés. Al primer pis un balcó i a les golfes 3 obertures. És remarcable l'ús de la ceràmica en la decoració modernista

## Història
Habitatge unifamiliar: llar que va unida a un espai de terreny lliure destinat a l'hort o jardí particular. Són destinades a totes les classes socials. Les cases s'edifiquen a una distància del límit lateral del carrer.